# Adelognathus ctenonyx
Adelognathus ctenonyx är en stekelart som beskrevs av Dmitriy R. Kasparyan 1986. Adelognathus ctenonyx ingår i släktet Adelognathus och familjen brokparasitsteklar. Inga underarter finns listade i Catalogue of Life.